# دوتینخم
شهر دوتینخم (به هلندی: Doetinchem) در خلدرلاند در کشور هلند واقع شده‌است. جمعیت این شهر ۵۶٫۲۴۱ نفر  است.

## نگارخانه

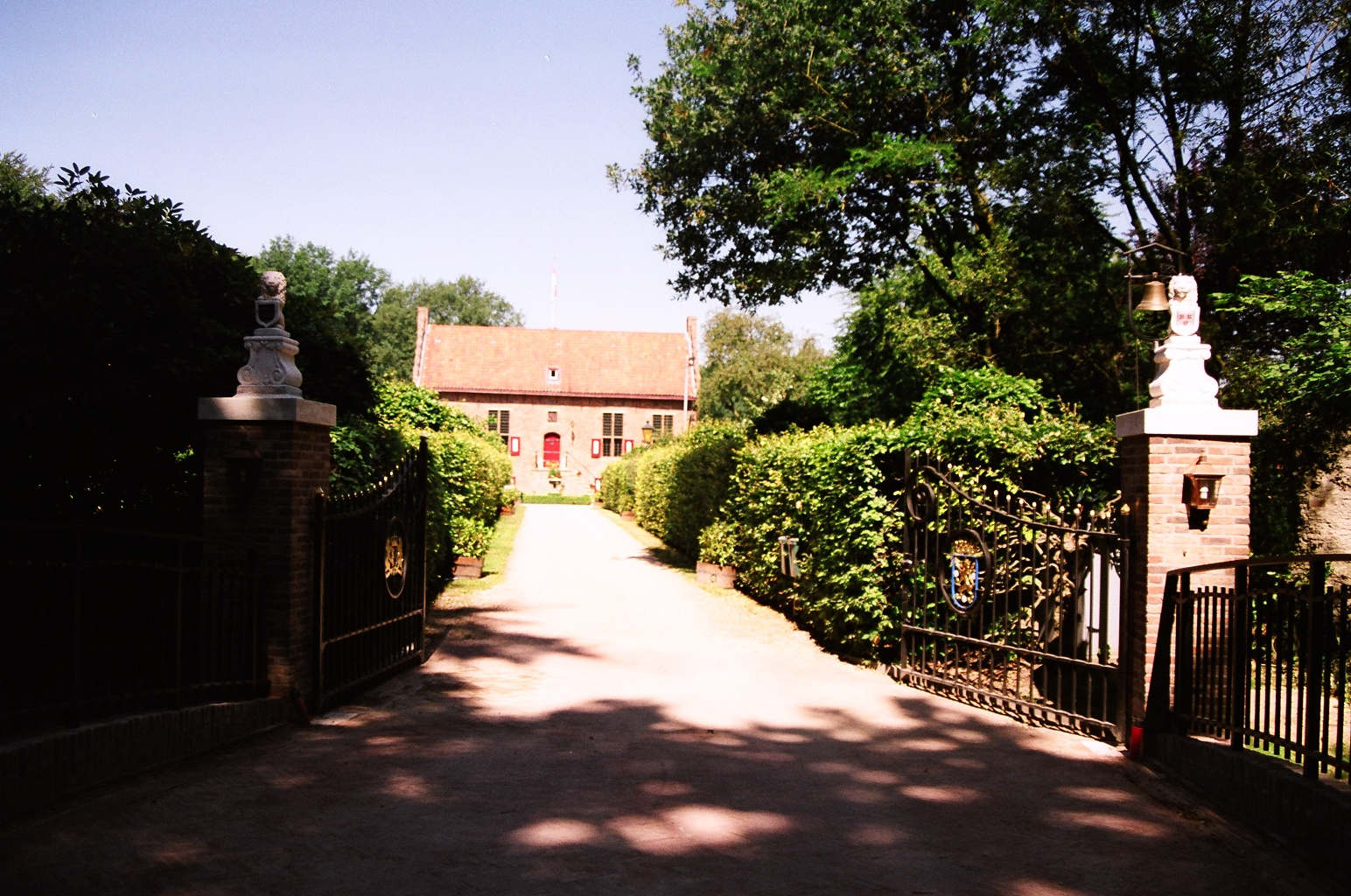
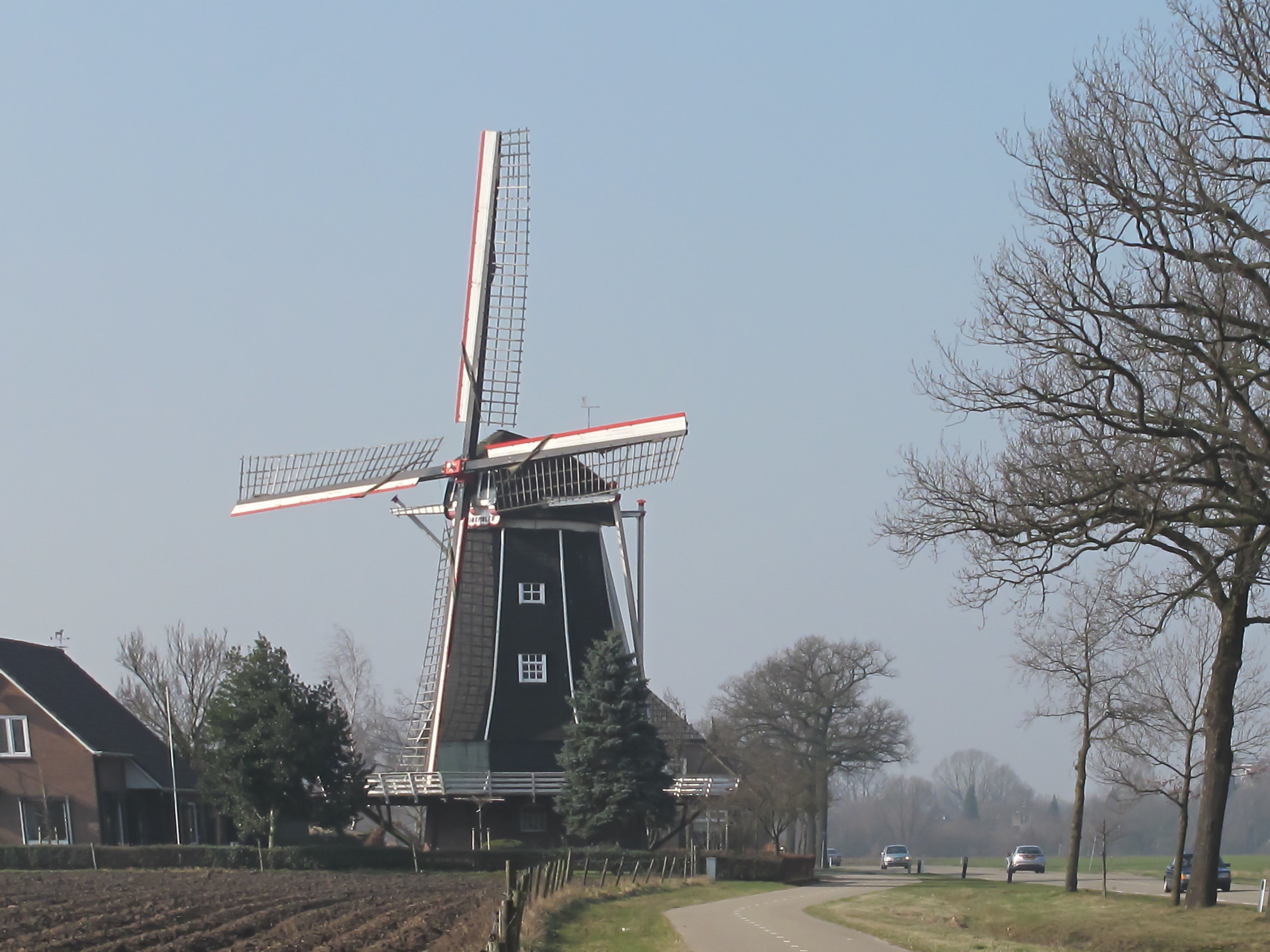
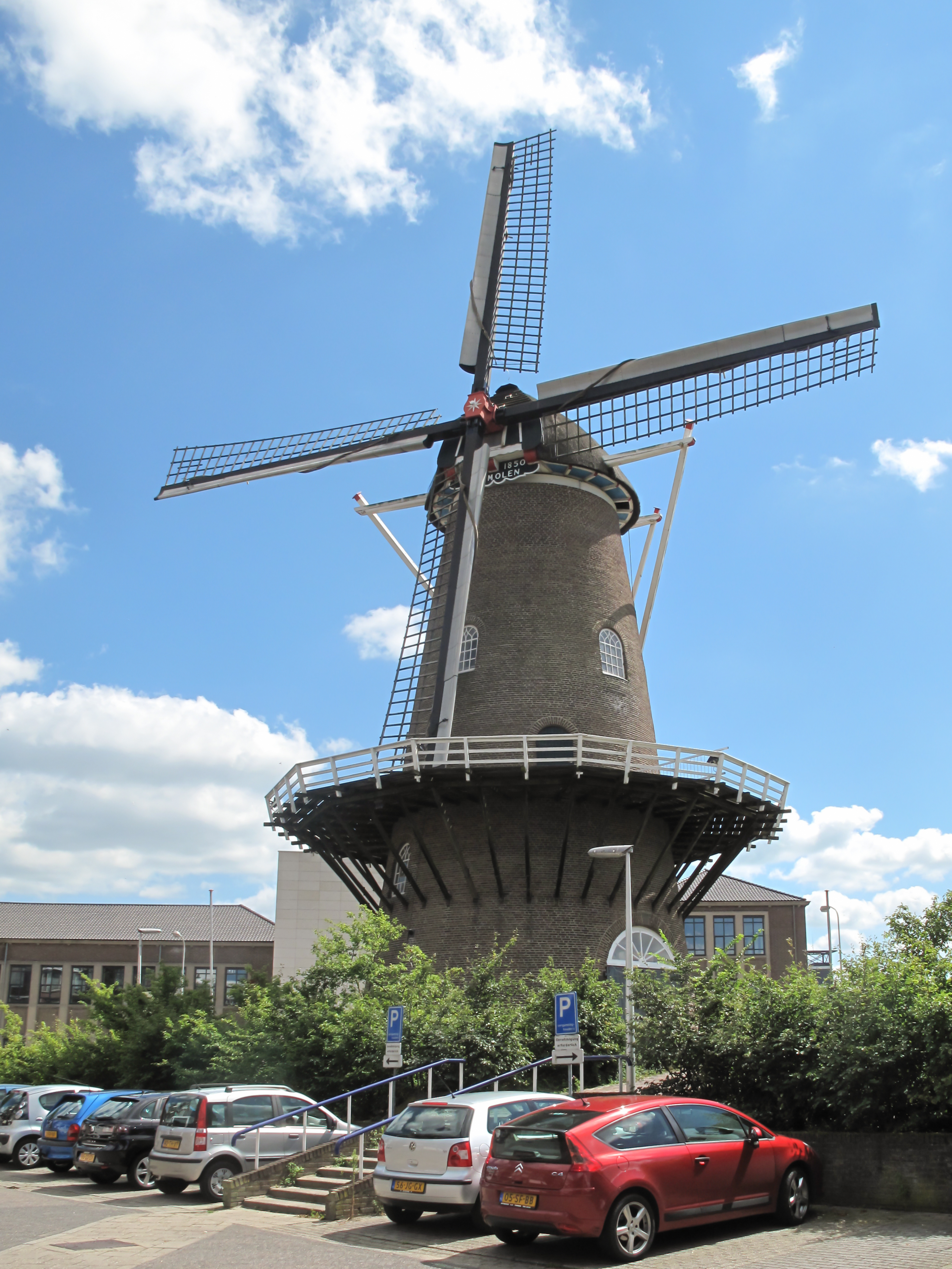
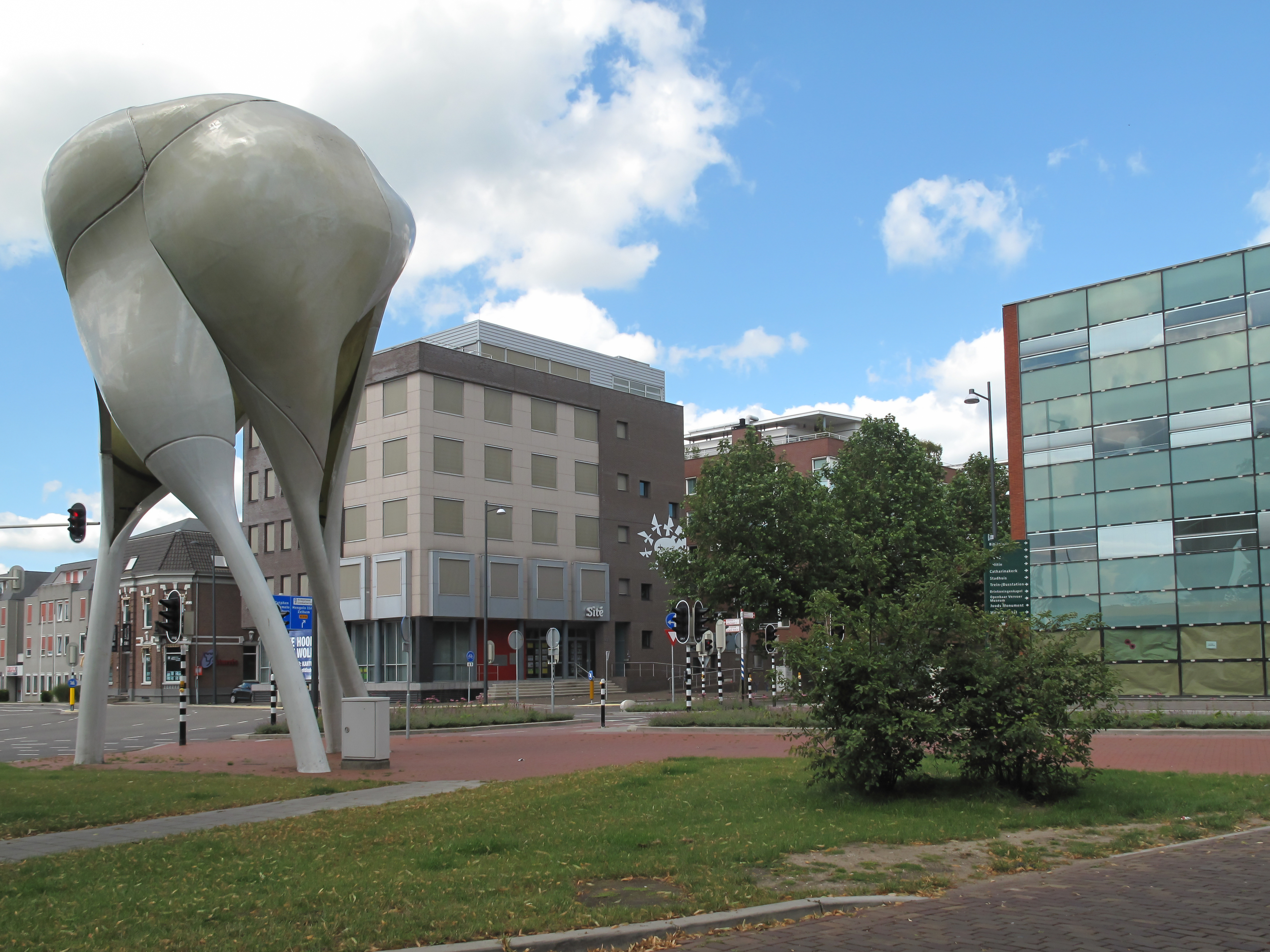
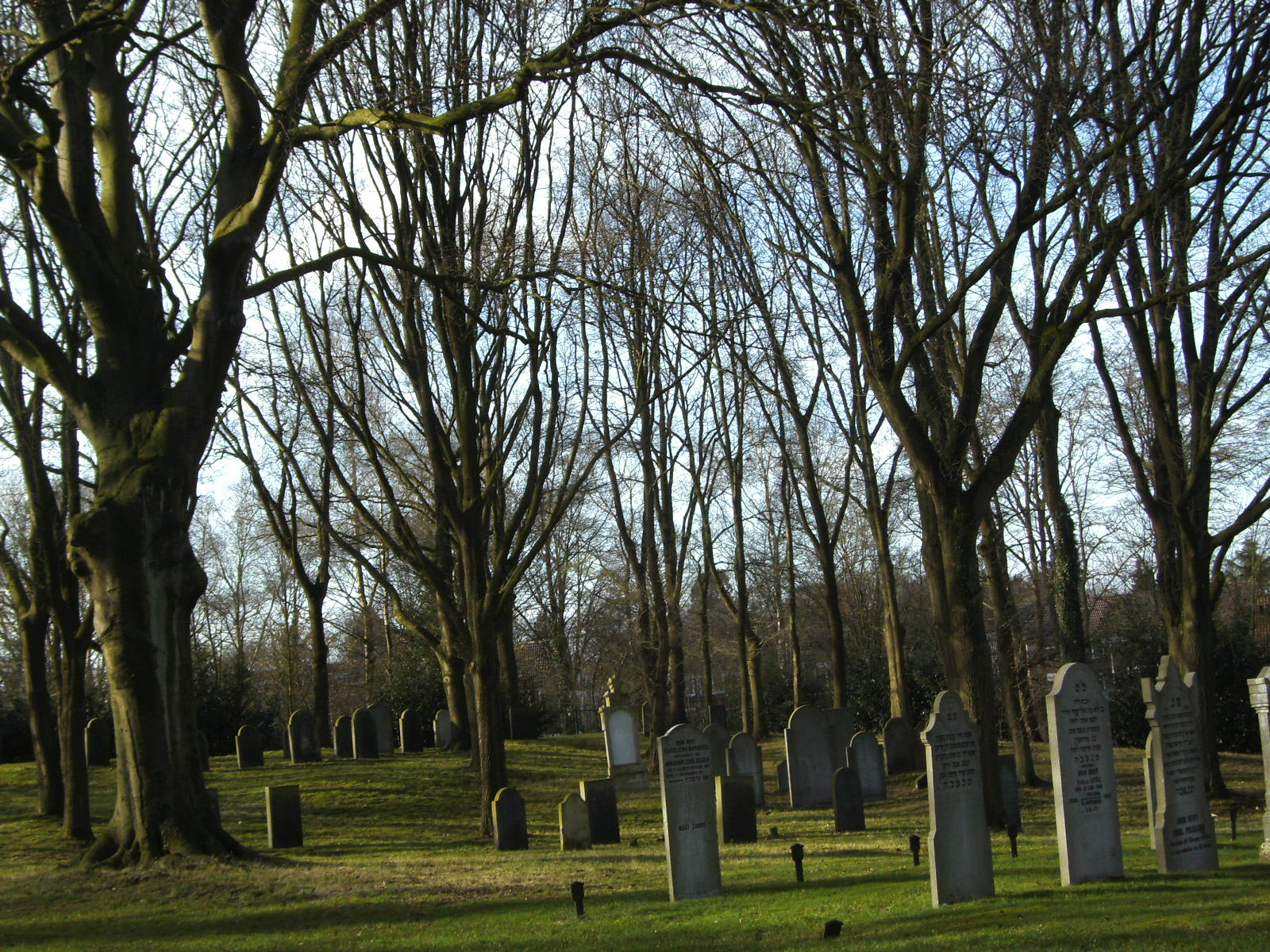